# پارک ملی ایریکوی
پارک ملی ایریکوی (به فرانسوی: Parc national d'Iriqui) یک پارک ملی در مراکش است که در Tata Province واقع شده‌است.